# Sozypatra
Sozypatra – grecka filozofka neoplatońska z IV wieku. Żona filozofa Eustatiusza i matka filozofa Antoninosa.
Informacje na jej temat znane są z Żywotów sofistów Eunapiusza. Wprowadzona w młodości w praktyki teurgiczne przez dwóch chaldejczyków założyła około 340 roku szkołę w Pergamonie, gdzie nauczała doktryny platońskiej według mistycznej interpretacji Jamblicha. Jej wykłady poświęcone były filozofii Platona, poezji starogreckiej, teologii Wyroczni chaldejskich oraz praktykom teurgicznym, które to miały doprowadzić do olśnienia i pełnego zjednoczenia z boskością. Sama, podobnie jak inni neoplatońscy filozofowie, uważana była za "boską", obdarzoną zdolnościami jasnowidzenia i nawiązywania bezpośredniego kontaktu z bytami boskimi.